# Ирски устанак 1798.
Ирски устанак из 1798. године био је устанак Ираца против британске власти који је трајао од маја до септембра 1798. године. 

## Устанак
Устанак је подигло Друштво уједињених Ираца, тајна револуционарна организација чији је циљ био ослобођење Ирске од енглеског народа и стварање независне ирске републике. Ирски националисти и њихов вођа Волф Тин рачунали су на помоћ Француске републике. Међутим, та помоћ није стигла јер је бура омела бродове да пристану уз обалу и да искрцају трупе. Због тога су Ирци били препуштени сами себи. 
Устанак из 1798. године имао је стихијски карактер, није имао ни јединственог плана ни заједничког руководства. Енглеска влада је угушила устанак са великом свирепошћу. Да би порушила све наде Ираца у самосталност, 1800−1801. године била је спроведена потпуна унија Енглеске и Ирске. Ирски парламент био је затворен, а његови чланови преведени у британски Дом комуна. Положај радних маса и сељака у Ирској постао је још тежи.